# Leptoptilos robustus
A Leptoptilos robustus a madarak (Aves) osztályának gólyaalakúak (Ciconiiformes) rendjébe, ezen belül a gólyafélék (Ciconiidae) családjába tartozó fosszilis faj.

## Előfordulása
A Leptoptilos robustus az indonéziai Flores szigeten élt, a pleisztocén kor idején.

## Megjelenése
Ez a mára már kihalt gólyaféle, körülbelül 180 centiméter magas és 16 kilogramm testtömegű lehetett. A nehéz láb és test csontjaból ítélve, a Leptoptilos robustus túl nehéz volt a repüléshez, emiatt a feltételezések szerint a szigeten található erdők és mezők talaján mozgott.

### Fordítás
- Ez a szócikk részben vagy egészben  a   Leptoptilos robustus című angol Wikipédia-szócikk ezen változatának fordításán alapul.  Az eredeti cikk szerkesztőit annak laptörténete sorolja fel. Ez a jelzés csupán a megfogalmazás eredetét és a szerzői jogokat jelzi, nem szolgál a cikkben szereplő információk forrásmegjelöléseként.